# Sword Art Online

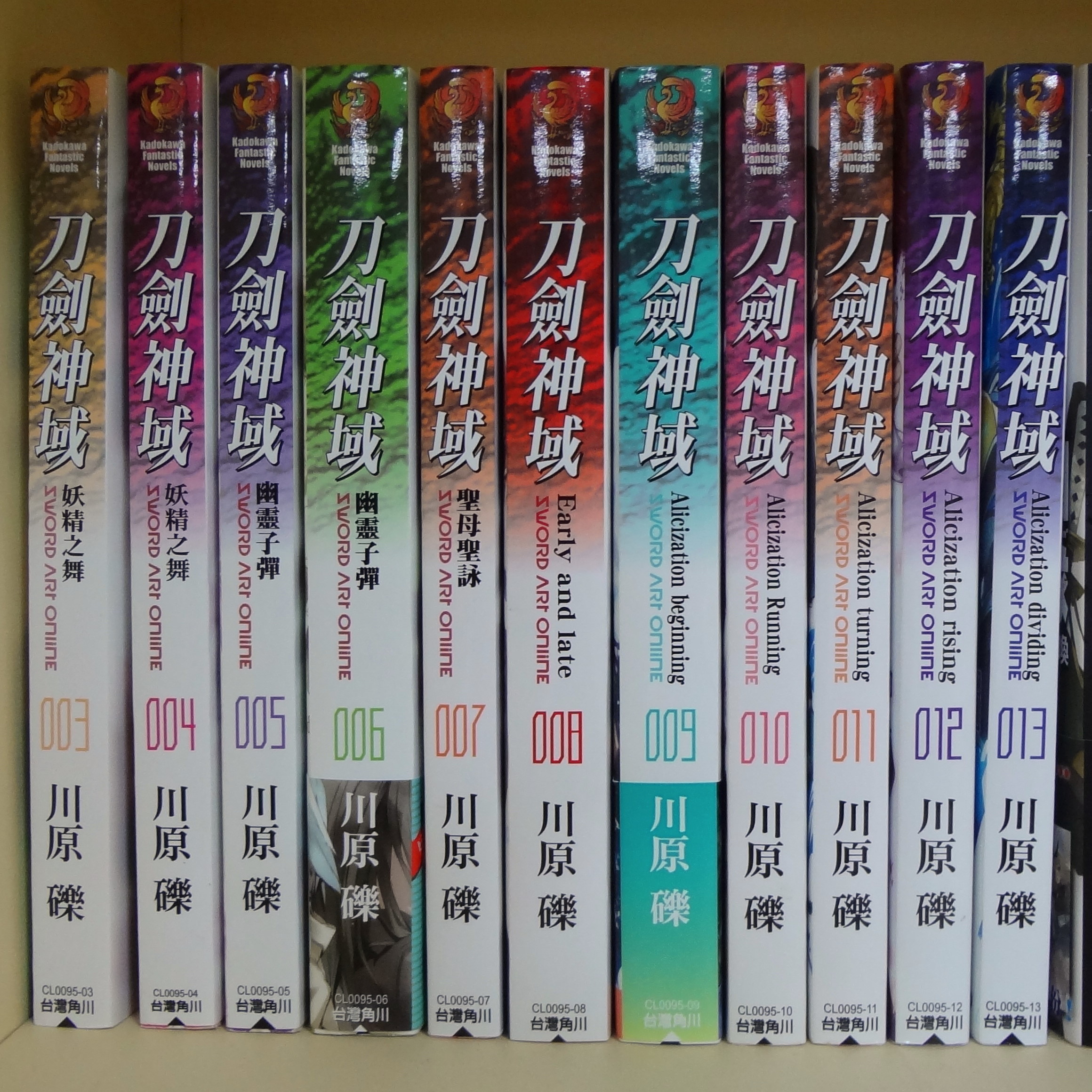

Sword Art Online (japanska: ソードアート・オンライン Hepburn: Sōdo Āto Onrain?) är en japansk roman skriven av Reki Kawahara och illustrerad av ABEC. Serien utspelar sig i nära framtid och fokuserar på olika virtuella verkliga MMORPG-världar. Romanerna började publiceras på ASCII Media Works' Dengeki Bunko och började tryckas från och med 10 april 2009, med en animerad serie som lanserades i oktober 2012. Serien har gett upphov till åtta mangaböcker som publicerats av ASCII Media Works och Kadokawa. Romanerna och tre av mangaböckerna har licensierats att släppas i Nordamerika av Yen Press.
En anime TV-serie som produceras av A-1 Pictures sändes i Japan mellan juli och december 2012. En extra version sändes den 31 december 2013 och en ny animerad serie, med titeln Sword Art Online II, började sändas i juli 2014. Ett spel baserat på serien, Sword Art Online: Infinity Moment, släpptes till Playstation Portable, mars 2013, och ett andra spel, Sword Art Online: Hollow Fragment, för Playstation Vita/Playstation 4 släpptes i april 2014.